# Joan II de Portugal
Joan II de Portugal, dit el Príncep Perfecte (Lisboa, 1455 - Alvor, 1495), fou rei de Portugal (1481-1495).

## Orígens familiars
Nascut el 3 de març de 1455 a la capital del regne, fou fill del rei Alfons V de Portugal i la seva esposa Isabel de Coïmbra.

## El sobrenom
L'apel·lació el Príncep Perfecte és una referència recent de El príncep, obra de Nicolau Maquiavel. Per als hòmens de l'època, Joan II va ser conegut com a el Tirà.

## Ascens al tron
Joan II va succeir el seu pare després que aquest abdiqués l'any 1477, malgrat això, Afons V va retornar i l'infant Joan li va tornar el regnat, i només va esdevindre rei a la mort d'Alfons V el 1481.
Com a príncep, Joan II va acompanyar el seu pare a less campanyes d'Àfrica i va ser nomenat cavaller per Afons V, després de la presa d'Arzila el 1471.
Des de jove, l'infant Joan no va ser popular entre els pars del regne, ja que semblava ésser immune a la influència externa i menyspreava la intriga. Als nobles poderosos, especialment Ferran II, duc de Bragança, els feia por que governés i tan bon punt va guanyar les regnes del país, Joan va demostrar que la por era fundada. Després d'ascendir al tron, Joan II va prendre una sèrie de mesures destinades a prendre part de poder a l'aristocràcia i a concentrar-lo ell. Tot seguit, van començar les conspiraracions però el rei no va fer res a banda d'observar. Entre el duc de Bragança i els Reis Catòlics van ser intercanviades cartes de reclamació i peticions d'intervenció. La correspondència va ser interceptada pels espies del rei el 1483 i, de resultes d'això, la casa de Bragança va ser declarada il·legal i el duc va ser executat a Évora.
L'any següent, el duc de Viseu, Dídac, cosí i cunyat de Joan II, és cridat al palau i acoltellat pel rei en persona en sospitar una nova conspiració. Moltes altres persones van ser executades, assassinades o exiliades a Castella, inclòs el bisbe d'Évora, enverinat a la presó. Segons la tradició, Joan II va comentar amb relació a la neteja al país: jo sóc el senyor dels senyors, no el serf dels serfs. Després d'aquests esdeveniments, ningú més a Portugal va gosar de desafiar el rei. Joan II tenia, per tant, les mans lliures per a governar el país sense més conspiracions.

## L'època dels descobriments
Joan II va ser un gran defensor de la política d'exploració atlàntica iniciada per l'infant Enric el Navegant. Els descobriments portuguesos seran la seua prioriat governamental. Durant el regnat de Joan II van produir-se aquests fets:
- 1484 – Diogo Cão descobreix l'embocadura del Riu Congo i explora la costa de Namíbia
- 1488 - Bartolomeu Dias creua el Cap de Bona Esperança i va esdevindre, així, el primer europeu a navegar per l'oceà Índic venint de l'oest.
- 1493 – Álvaro Caminha inicia la colonització de les illes de São Tomé i Príncipe
- Són enviades expedicions per terra a Etiòpia, liderades per Pêro da Covilhã.

La totalitat de les descobertes portugueses del regnat de Joan II roman desconeguda. Molta informació va ser mantinguda en secret per raons polítiques i els arxius del període van ser destruïts pel Terratrèmol de 1755. Els historiadors encara en discuteixen la verdatera extensió i sospiten que alguns navegadors portuguesos podrien haver arribat a Amèrica abans que Cristòfor Colom. Per justificar aquesta hipòtesi es citen freqüentment els càlculs més precisos que els portuguesos tenien del diàmetre de la Terra. Al final del segle xv, hi havia a Portugal una escola de navegació, de cartografia i de matemàtiques d'ençà vuitanta anys. Per tant, i segons aquesta tesi, quan Colom acreditava que podia arribar a l'Índia per una ruta cap a l'oest, probablemente Joan II ja coneixia l'existència d'un continent entre Europa i les Índies Occidentals. Els viatges del capità Duarte Pacheco Pereira, cap a l'oest de Cap Verd van ser, possiblement, més importants que les interpretacions tradicionals no suposen.
Per tant, quan Colom va demanar suport a Joan II li'l van rebutjar. Colom era un capità sense experiència atlàntica, a la recerca d'un somni erroni (les Índies) mentre que el rei portuguès ja sabria com anar a Amèrica. No hi havia cap raó per a finançar-ne l'expedició. El 1492, al servei de la Corona de Castella, Colom va descobrir oficialment Amèrica, convençut fins que va morir que havia aplegat a l'Índia. Aquest esdeveniment va iniciar una sèrie de disputes entre Portugal i Castella sobre el domini de les mars. Va ser aquesta rivalitat la que va provocar la signatura del tractat de Tordesilles el 7 de juny de 1494 que definia el meridià de Tordesilles i estipulava que les terres a l'est d'aquesta línia serien possessions portugueses, mentre que l'altra meitat del món seria castellana.

## El problema de Castella
La divisió del món però, no va ser l'únic afer pendent entre els regnes ibèrics. Els reis catòlics tenien diverses filles, però només un fill, Joan, de salut fràgil. La filla més gran, Isabel d'Aragó, es casà amb el príncep Alfons de Portugal des de la infància. Alfons era l'únic fill de Joan II i, si Joan morís sense un hereu, el més probable, seria que no només fos l'hereu de Portugal, sinó també de Castella i d'Aragó. Aquesta amenaça cap a les altres dues grans corones ibèriques era ben real: Ferran el Catòlic i Isabel la Catòlica van intentar totes les ofensives diplomàtiques per a dissoldre el matrimoni, sense èxit. Finalment, el 1491, el príncep Alfons va morir de resultes d'una misteriosa caiguda de cavall durant un passeig per la riba del Tejo. El lligam dels reis catòlics amb l'accident mai no va ser provada. Durant la resta de la seua vida, Joan II va intentar sense èxit la legitimació del seu fil bastard, Jordi.
Joan II va morir, sense hereus legítims el 25 d'octubre de 1495. A conseqüència de l'odi que la noblesa portuguesa sempre li va tindre, la hipòtesi d'un enverinament no ha estat mai exclosa. Abans de morir, Joan II va escollir Manuel de Viseu, duc de Beja i cosí germà com a successor.

## Núpcies i descendència
El gener de 1471 es casà amb la seva cosina Elionor de Viseu, filla de Ferran de Portugal, duc de Viseu. D'aquesta unió nasqueren:
- l'infant Alfons de Portugal (1475-1491), casat el 1490 amb Isabel d'Aragó, filla dels Reis Catòlics
- l'infant Joan de Portugal (1483)

De la seva relació amb Anna de Mendonça va néixer un fill bastard:
- Jordi de Lencastre (1481-1550), Duc d'Aveiro i duc de Coïmbra